# 検察庁 (琉球政府)

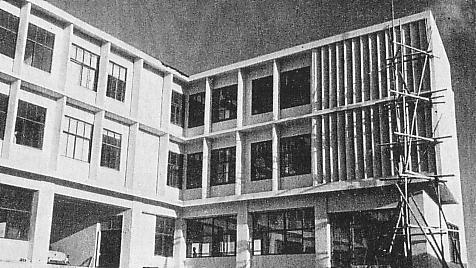
1955年頃の琉球政府検察庁

検察庁（けんさつちょう）とは、琉球政府が設置した検察庁である。1946年9月、琉球列島米国軍政府によって設けられた「検事局」が前身である。その後、琉球臨時中央政府に移管された。琉球政府成立時に法務局の下部機関になった。
その後、法務局から独立して「検察庁」となり、検事長が全検察官を統括した。

## 沿革
- 1945年4月　上陸した米軍により、日本の司法権停止。
- 1946年2月　占領後初の刑事裁判所「簡易裁判所」に検事が配属される。
- 1946年10月　新たに設置された「区裁判所」「地方裁判所」「終審裁判所」にそれぞれ「検事局」が設置される。
- 1947年10月　裁判所の名称変更に伴い検事局も改称される。
- 1950年8月　「琉球上訴検事局」「巡回検事局」が設置される。
- 1952年4月　琉球政府の発足に伴い、法務局の下部機関として「検事局」が設置される。
- 1953年4月　法務局から独立して「検察庁」が設置される。
- 1956年10月　裁判所機構に対応して、「治安検察庁」「巡回検察庁」「上訴検察庁」が設置される。
- 1968年1月　裁判所機構の改変に対応して、「区検察庁」「地方検察庁」「高等検察庁」が設置される。